# 務田站
務田站（日语：／ Muden eki */?）是一位於日本愛媛縣宇和島市三間町迫目、隸屬於四國旅客鐵道（JR四國）的鐵路車站。車站編號為G45。

## 車站結構
本站在開業時曾經設有木製站舍。但因破舊欠缺維修，加上車站外的車路進行擴闊工程，原站舍已經被拆去，亦不能再找回原址遺跡。
舊站舍拆舍後，改為簡易車站設計，月台中央設有付座椅的有蓋候車亭、其中一旁增設了洗手間及小儲物室。車站出入口則位於候車亭的另一邊（近宇和島方向）。站外則設有單車停泊處。
同線內的二名站、出目站及大內站，都是把原站舍拆去，再改以簡易車站模式進行改裝。
由開業至今，本站一直都只有側式月台1個，提供1線1面的月台配置，列車不能在本站交換。月台的有效長度為4卡。往宇和島方向時，列車左邊車門會打開，而往近永站方向時，則右邊車門會打開。

### 月台配置
| 路線    | 方向     | 目的地                 |
| ------- | -------- | ---------------------- |
| ■予土線 | （上行） | 近永、江川崎、窪川方向 |
| ■予土線 | （下行） | 宇和島方向             |

## 歷史
- 1914年10月18日：隨宇和島鐵道通車而開業。
- 1933年8月1日：宇和島鐵道國有化[4]。
- 1987年4月1日: 日本國鐵分割民營化，車站的營運由JR四國繼承。

## 使用狀況
根據國土交通省「國土數值情報」，以下為1日平均上下車人次：
| 年度 | 1日平均 乘車人次 | 1日平均 乘車人次 |
| ---- | ---------------- | ---------------- |
| 2011 | 74               |                  |
| 2012 | 94               |                  |
| 2013 | 106              |                  |
| 2014 | 100              |                  |
| 2015 | 102              |                  |
| 2016 | 84               |                  |
| 2017 | 82               |                  |
| 2018 | 62               |                  |
| 2019 | 56               |                  |
| 2020 | 54               |                  |
| 2021 | 52               |                  |
| 2022 | 54               |                  |

## 相鄰車站
四國旅客鐵道（JR四國）
■予土線
伊予宮野下（G44）－務田（G45）－北宇和島（G46）

## 外部連結
- JR務田站 （页面存档备份，存于）